# Helius (Rhampholimnobia) diffusus
Helius (Rhampholimnobia) diffusus is een tweevleugelige uit de familie steltmuggen (Limoniidae). De soort komt voor in het Australaziatisch gebied.